# Michael Pham
Michael Pham właśc. Micae Phạm Minh Cường (ur. 27 stycznia 1967 w Đà Nẵng) – amerykański duchowny katolicki pochodzenia wietnamskiego, w latach 2023–2025 biskup pomocniczy San Diego, biskup diecezjalny San Diego od 2025.

## Życiorys
Święcenia kapłańskie otrzymał 25 czerwca 1999 i został inkardynowany do diecezji San Diego. Pracował przede wszystkim jako duszpasterz parafialny. W latach 2001–2004 kierował kurialnym wydziałem ds. powołań. W 2017 mianowany wikariuszem biskupim dla grup etnicznych, a rok później objął funkcję wikariusza generalnego.
6 czerwca 2023 papież Franciszek mianował go biskupem pomocniczym diecezji San Diego ze stolicą tytularną Cercina. Sakry udzielił mu 28 września 2023 kardynał Robert McElroy.
22 maja 2025 papież Leon XIV mianował go biskupem San Diego. Ingres odbył 17 lipca 2025.